# Diócesis de Almalik
La diócesis de Almalik (en latín: Dioecesis de Armalech) fue una circunscripción eclesiástica de la Iglesia católica en el Kanato de Chagatai (actual China). Se trataba de una diócesis latina, sufragánea de la arquidiócesis de Janbalic. Fue suprimida en el siglo XIV.

## Territorio y organización
La diócesis extendía su jurisdicción sobre los fieles católicos de rito latino residentes en parte del Kanato de Chagatai.
La sede de la diócesis se encontraba en la ciudad de Almalik, conocida en fuentes medievales como Armalec, que se hallaba en el área del río Ilí en el condado de Huocheng, prefectura autónoma kazaja de Ilí en el oeste de la actual Sinkiang. Almalik era una de las muchas ciudades en la ruta comercial que conducía desde el mar Negro hacia el este y China.
Según el Provinciale publicado por Konrad Eubel en su Hierarchia catholica y fechado en el siglo XIV, 6 diócesis sufragáneas formaban parte de la provincia eclesiástica de Janbalic: Zayton, Caffa, Sarai (más tarde sede metropolitana), Tanais, Montis Caspiorum seu Cumuchensis y Almalik.

1. Cambalien. cum suffr.: Zaitonen., Caphen., Saraien., Tanen., Montiscaspen. seu Cumuchen., de Armalech.

## Historia

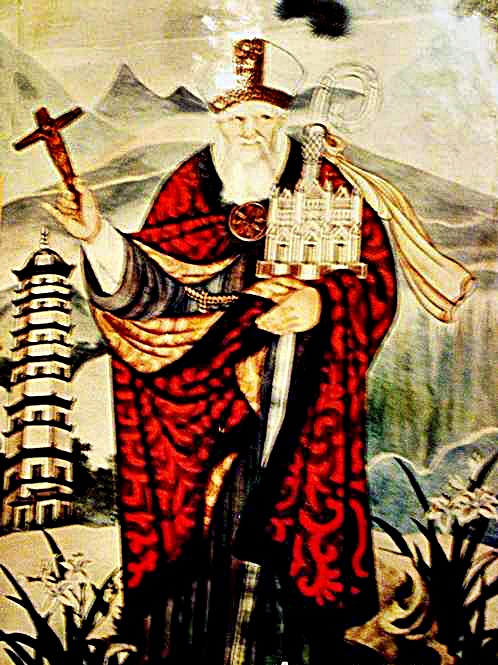
Giovanni de Marignolli

Según historiadores persas, en 1211 el rey de Almalik reconoció la soberanía de Gengis Kan quedando la ciudad incorporada al Imperio mongol, pasando luego al Kanato de Chagatai. 
La diócesis de Almalik fue una de las circunscripciones episcopales de China erigidas por la Santa Sede durante el siglo XIV, como parte de las misiones franciscanas en el Imperio mongol que comenzaron en la segunda mitad del siglo XIII. 
Durante el siglo XIV Almalik fue la sede de una comunidad y una diócesis de la Iglesia del Oriente, y también había un puesto misional (locus) de los franciscanos, dependiente de la custodia de los Catay.
No se conoce ni la fecha de fundación ni la fecha en que terminó la vida de esta diócesis. Ciertamente fue erigida antes de 1328, año en el que murió el obispo franciscano Carlino de Grassis en Pavía, su ciudad natal; y terminó después de 1339/1340, el período en que murió como un mártir el segundo y último obispo conocido, Ricardo de Borgoña.
Sin embargo, hay mucha información relativa a esta circunscripción eclesiástica latina gracias a tres documentos: una carta del misionero franciscano español Pascual de Vitoria (1338); una carta del papa Benedicto XII al kan Changshi de Chagatai (13 de junio de 1338); el informe de Giovanni de Marignolli sobre el martirio de los franciscanos con su obispo.
Pascual de Vitoria describió su largo viaje a Asia Central: dejó Europa en 1334 y pasó por Tanais, Sarai (en donde aprendió turco), Urgenj (cerca del mar de Aral) en donde tuvo una disputa con los musulmanes; y finalmente llegó a Almalik, presumiblemente en 1336, en donde ingresó al convento franciscano de la ciudad.
El kan Changshi se había mostrado a favor de los cristianos. En 1338 el papa le escribió una carta de agradecimiento por haberle dado al obispo franciscano un terreno para construir un convento, por haber acogido al arzobispo Nicolás de Janbalic y por haberle autorizado a construir iglesias y predicar libremente. Y al mismo tiempo, el papa recomendó al kan la nueva misión enviada al Oriente, encabezada por Giovanni de Marignolli, portador de la carta. El pontífice se refirió al envío a la capital del Imperio chino del nuevo arzobispo, que sustituyó al fallecido Juan de Montecorvino, y que pasaba por Almalik, presumiblemente hacia 1336. Había reconstruido la catedral (cuya destrucción fue quizás la causa de la fuga de Carlino de Grassis a Europa) y había dejado allí al nuevo obispo, Ricardo de Borgoña.
La misión franciscana, gracias a las favorables condiciones políticas, prosperó: un misionero, Francisco de Alejandría había estado a cargo de la educación del hijo de Changshi. Sin embargo, la situación en esas tierras estaba cambiando, el kan fue derrocado y, en la lucha por el poder, el musulmán 'Alí Khalil hizo saquear el convento y ejecutar a todos los misioneros con su obispo: Ricardo de Borgoña, Francisco de Alejandría, Pascual de Vitoria, Raymond Raphi, Pierre Martel, Lorenzo d'Ancona y un comerciante italiano, Guglielmo di Modena. Estos hechos fueron relatados por Giovanni de Marignolli, quien llegó a Almalik (con la ya entonces inútil carta del papa Benedicto XII), cuando Alí también fue derrocado y la situación volvió a ser favorable para los cristianos. Marignolli fue autorizado para predicar y reconstruir el convento en nuevas tierras; partió hacia Janbalic hacia fines de 1341, dejando atrás un grupo de nuevos misioneros franciscanos.
El destino de esta diócesis es incierto. La investigación arqueológica ha sacado a la luz lápidas cristianas que datan de 1368, mientras que otras parecen atestiguar el paso forzado de los cristianos nestorianos a la fe islámica. Entre 1343 y 1344 el Kanato de Chagatai se dividió, el área fue convertida al islam por Tughlugh Timur y luego conquistada por Tamerlán en 1369. La ciudad de Almalik fue destruida por los uzbekos en el siglo XV y desapareció de la historia.
En China, las últimas referencias a cristianos siríacos orientales y latinos datan de la década de 1350, y es probable que todos los cristianos extranjeros fueran expulsados de China poco después de la revolución de 1368, que reemplazó a la dinastía Yuan mongol por la xenófoba dinastía Ming.

## Episcopologio
- Carlino de Grassis, O.F.M. † (?-1328 falleció)
- Riccardo di Burgundia, O.F.M. † (antes de 1338-1339/1340 falleció)